# Jean Gaudart (1597-1686)
 (mai 2013).
Jean Gaudart, seigneur de Petit-Marais (1597-1686), fut un conseiller au Parlement de Paris en 1627 dont il fut doyen.

## Biographie
Jean Gaudart, seigneur de Petit Marais, est le fils de François Gaudart, seigneur de Petit Marais (1546-1610), conseiller au Parlement de Paris et de Denise Canaye.
Il appartenait à la famille Gaudart de Petit-Marais, connue depuis la première moitié du XVIe siècle dans la bourgeoisie robine de Paris qui s'agrégea à la noblesse depuis 1580 et fut maintenue noble au 17e siècle pour une branche. Au sujet de cette famille Gustave Chaix d'Est-Ange donne l'information suivante : « Une famille Gaudart a appartenu à la noblesse de robe parisienne. Elle portait pour armes d'or à une bande d'azur chargée de trois défenses de sanglier d'argent. Elle avait pour auteur François Gaudart, fils et petit-fils de procureurs en la Chambre des comptes de Paris, qui fut reçu en 1596 conseiller au Parlement de cette ville et qui fut anobli par sa charge.»
Il épousa Claudine Touchet, dame des Piples, près de Grosbois, fille de Jacques Touchet, avocat au parlement et de Claudine Le Vassor.
Jean Gaudart fut reçu conseiller au parlement de Paris le 7 mai 1627 en la quatrième chambre des enquêtes et monta en la Grand-chambre le 19 mars 1661. Il mourut doyen du Parlement de Paris.
Son épouse lui apporta la terre des Piples près de Grosbois (Val-de-Marne), qui restera dans sa famille jusqu'en 1718.

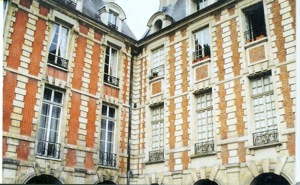
Hôtel de Chaulnes place des Vosges à Paris

Durant quelques années, Jean Gaudart et Claudine Touchet furent également propriétaires de l'Hôtel de Chaulnes au numéro 9 de la place des Vosges.

## Sources
- Prosopographie des gens du Parlement de Paris (1266-1753), Références, 1996, page 557.
- Gustave Chaix d'Est-Ange, Dictionnaire des familles françaises anciennes ou notables à la fin du XIXe siècle, tome XX, 1929, page 227.
- Babelon Jean-Pierre, Jean Thiriot, architecte à Paris sous Louis XIII, Cahiers de la Rotonde no 10 p. 69-131, 1987
- Babelon Jean-Pierre, De la place Royale à la place des Vosges, Action artistique de la ville de Paris, 1996
- Bluche François, Les Magistrats du Parlement de Paris au XVIIIe siècle, Ed. Economica, 1986
- de Place Agnès, Histoire et Généalogie de la Famille Gaudart, broché, 513 p, 1995.
- Gady Alexandre, Le Marais, éd. Carré, Paris 1994